# Роял Оук
 Тази статия е за града в Съединените щати.  За кораба вижте Роял Оук (линеен кораб, 1914).  
Роял Оук (на английски: Royal Oak) е град в северната част на Съединените американски щати, част от окръг Оукланд в щата Мичиган. Населението му е около 58 211 души (1 април 2020).
Разположен е на 202 метра надморска височина в Южномичиганско-северноиндианските ледникови равнини, на 15 километра северно от центъра на Детройт и на 22 километра западно от езерото Сейнт Клеър. Селището е основано през 1891 година, а през 1921 година получава статут на град, като през този период се развива бързо като предградие на растящия Детройт.

## Известни личности
Родени в Роял Оук
- Мери Бара (р. 1961), бизнесдама
- Крис Севино (р. 1971), аниматор

Починали в Роял Оук
- Уилям Хенри Холмс (1846 – 1933), изследовател